# Montjuèi
Montjuèi (en francès Montgey) és un municipi francès situat al departament del Tarn i a la regió d'Occitània.

## Demografia
| 1962                                       | 1968 | 1975 | 1982 | 1990 | 1999 | 2006 |
| ------------------------------------------ | ---- | ---- | ---- | ---- | ---- | ---- |
| 277                                        | 293  | 212  | 215  | 237  | 228  | 255  |
| Des de 1962: població sense dobles comptes |      |      |      |      |      |      |

## Història
En 1211 un exèrcit de pelegrins alemanys i de Frísia va decidir anar a ajudar els croats que assetjaven La Vaur però és atacat per Ramon Roger I de Foix al poble de Montgey i és completament destruït.

## Administració
| Període | Identitat      | Partit |
| ------- | -------------- | ------ |
| 2001-   | Pierre Fraisse |        |